# Asplenium × aran-tohanum
Asplenium × aran-tohanum là một loài dương xỉ trong họ Aspleniaceae. Loài này được Alejandre & M.J.Escal. mô tả khoa học đầu tiên năm 2005.
Danh pháp khoa học của loài này chưa được làm sáng tỏ. 